# Joe Boyd

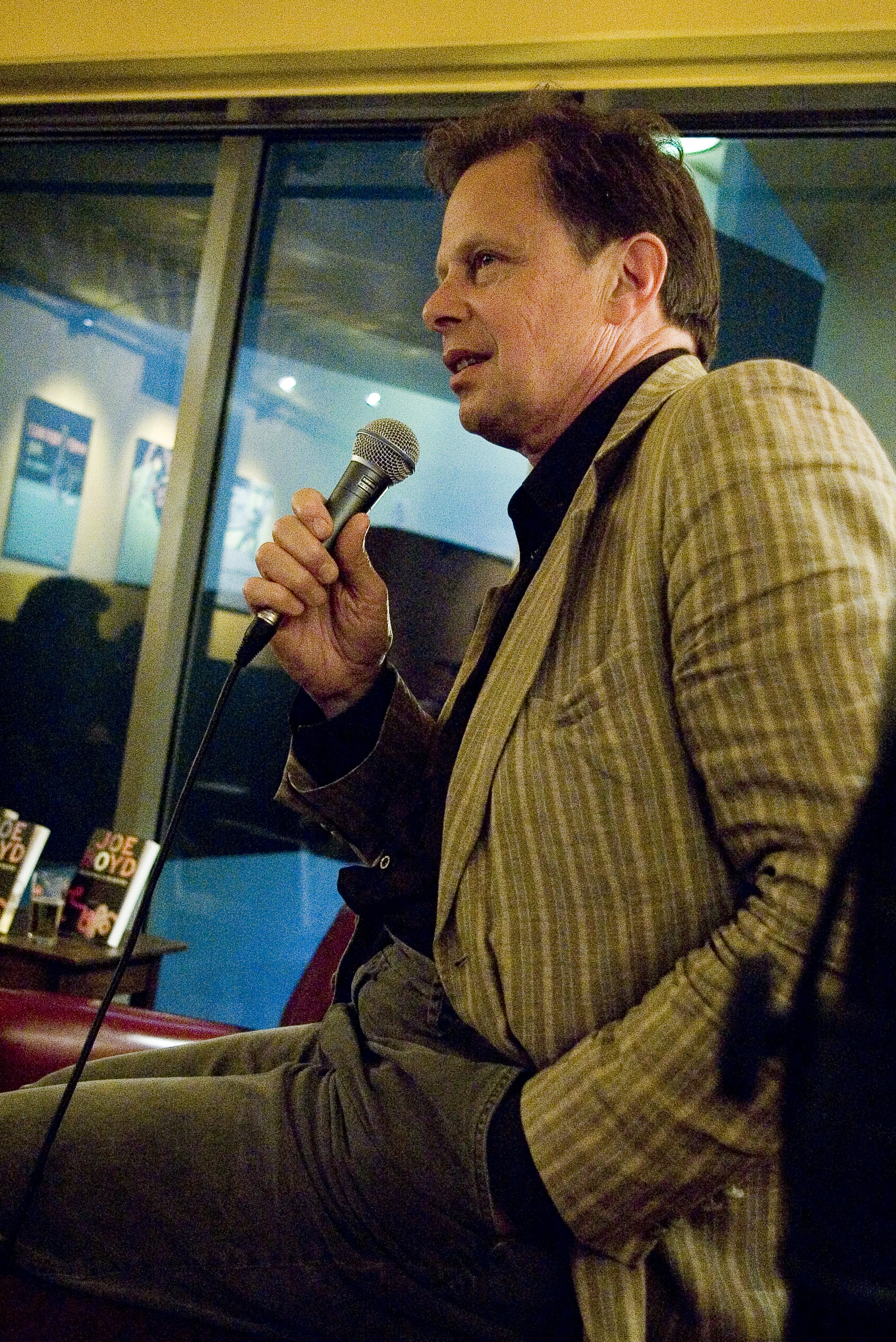
Joe Boyd, Brüssel 2008

Joe Boyd (* 5. August 1942 in Boston, Massachusetts) ist ein US-amerikanischer Musikproduzent. Zu den von ihm betreuten Künstlern gehörten u. a. Pink Floyd, Nick Drake, Fairport Convention und die Incredible String Band.

## Biografie
Joe Boyd wuchs in Princeton, New Jersey auf. Als Student in Harvard organisierte er einen privaten Wohnzimmerauftritt (“a neighbour’s large living room”) von Lonnie Johnson, der ein, zwei Wochen zuvor vom Jazz-Radio-Journalisten Chris Albertson wiederentdeckt worden war, und einen Campusauftritt (“dining room at Harvard’s Eliot House”) von Sleepy John Estes.
Nach seinem Abschluss begann er 1964 als Tourmanager für den Veranstalter und Produzenten George Wein zu arbeiten. Er organisierte und betreute Europatourneen bekannter Blues- und Jazzmusiker. Als Produktionsleiter bei den Newport Jazz- und Folk-Festivals erlebte er 1965 mit, wie Bob Dylan von der akustischen zur elektrischen Gitarre wechselte.
Im Herbst 1965 übernahm Boyd die Leitung des neueröffneten Europabüros des Musiklabels Elektra Records in London. Ein Jahr später gab er diesen Job auf und gründete zusammen mit John Hopkins den Londoner UFO Club, wo Bands wie Pink Floyd und Soft Machine ihre Karriere begannen. Daneben baute er die Produktionsfirma Witchseason Productions auf, die 1967 auch die erste Single von Pink Floyd produzierte.
Anfang 1971 verkaufte Boyd Witchseason an Island Records. In Los Angeles wurde er Leiter der Filmmusik-Abteilung von Warner Brothers. Zu den Filmen, für deren Soundtracks er verantwortlich war, zählen unter anderem Uhrwerk Orange von Stanley Kubrick und Beim Sterben ist jeder der Erste von John Boorman. 1973 stellte Boyd die vielbeachtete Filmdokumentation Jimi Hendrix zusammen.
Boyd arbeitete weiter als Plattenproduzent, u. a. für Maria Muldaur und für Chris McGregor. 1980 gründete er Hannibal Records, wo man insbesondere im Bereich World Music aktiv war, aber auch mit Bands wie R.E.M. und 10,000 Maniacs zusammenarbeitete. 1988 war Boyd Produzent von Michael Caton-Jones’ Kinodebüt Scandal über die Profumo-Affäre mit John Hurt, Joanne Whalley und Bridget Fonda in den Hauptrollen. 2001 verließ er Hannibal Records. 2006 erschien sein Buch White Bicycles – Making Music in the 1960s.

## Veröffentlichungen
- White Bicycles. Making Music in the 60s. Serpent’s Tail, London 2006; deutsch: White Bicycles – Musik in den 60er Jahren. Verlag Antje Kunstmann, München 2007, ISBN 978-3-88897-491-5.